# Keith Moon
Pour les articles homonymes, voir Moon.
Keith Moon, de son nom complet Keith John Moon, né le 23 août 1946 à Wembley, et mort le 7 septembre 1978 à Mayfair, est un batteur britannique. Il est, de 1964 à sa mort, le batteur du groupe de rock The Who.
Sa façon exubérante et innovante de jouer de la batterie ainsi que son comportement excentrique et autodestructeur lui valent sa renommée et le surnom de « Moon the Loon » (« Moon le Dingue »). Keith Moon rejoint les Who en 1964. Il joue sur tous leurs albums et singles, à commencer par le premier I Can't Explain jusqu'à Who Are You, publié en 1978 trois semaines avant son décès par surdose de médicaments censés traiter son alcoolisme, à 32 ans. Le jeu de Keith Moon, à la fois technique et anarchique, foisonnant, tout en roulement de toms, en percussion de cymbales, en jeu des deux pieds avec sa double grosse caisse, en a fait un batteur considéré comme l'un des plus grands de l'histoire du rock. Il se classe à la 2e place du classement des 100 meilleurs batteurs de tous les temps du magazine Rolling Stone.
Après sa mort, il est remplacé au sein des Who par le batteur des Small Faces, Kenney Jones, et plus récemment par Zak Starkey, dont il était le parrain.

## Biographie

### Enfance
Fils d'Alfred et de Kathleen Moon, Keith naît à Wembley, à l'ouest de Londres, le 23 août 1946, bien qu'il ait parfois prétendu être né un an plus tard. Vivant à Alperton dans sa jeunesse, c'est un enfant hyperactif et doté d'une grande imagination. La prise en charge par une orthophoniste a été un échec. Ses bulletins scolaires ne sont guère encourageants, un de ses professeurs d'art allant jusqu'à le qualifier d'« attardé artistiquement » et d'« idiot à bien des égards ». La seule chose capable d'intéresser Moon reste la musique. Très tôt, ses professeurs apprécient sa technique basée sur un jeu chaotique, reconnaissant sa « grande capacité ». Moon rate un examen et quitte l'école en 1961.

### Vie privée
Il épouse Kim Kerrigan, alors enceinte, le 27 mars 1966. Sa fille Amanda naît quatre mois plus tard, le 12 juillet. Kim quitte Keith en 1973 et emmène Amanda avec elle. Leur divorce est officialisé en 1975.
Très vite, il gagne la réputation de tout casser, des batteries aux chambres d'hôtels. L'histoire la plus célèbre à son sujet concerne la possible immersion d'une Rolls-Royce dans une piscine d'un hôtel du Michigan, aux États-Unis — si cette histoire est contestée par le biographe de Keith Moon, Tony Fletcher, Roger Daltrey affirme pour sa part avoir vu la facture de 50 000 $ qui en a résulté. Moon se serait également abîmé les dents à ce moment-là. Toutefois, il apparaît plus probable que tout cela résulte d'une fusion entre deux histoires. La seconde veut que lors de la tournée du groupe aux États-Unis, Moon a organisé une fête dans un hôtel du Michigan pour son vingt-et-unième anniversaire, après un concert du groupe. La soirée se déroula tranquillement (à l'exception de bagarres de nourriture) jusqu'à ce que des membres du groupe Herman's Hermits (qui était en tournée avec les Who) se mettent à enlever le pantalon de Moon. Ce dernier, ne portant pas de sous-vêtements, fut très gêné et c'est en voulant partir en courant qu'il tomba face contre terre et se cassa une dent. John Entwistle et un membre de Herman's Hermits le transportèrent chez un dentiste. Pendant ce temps, les convives quittèrent la salle où se déroulait la fête et saccagèrent l'hôtel en renversant les distributeurs automatiques et en dérobant les extincteurs des voitures. La facture des dégâts s'éleva à plusieurs milliers de dollars. Selon le livre The Who In Their Own Words, Moon affirme que cette soirée se serait déroulée dans un Holiday Inn de la ville de Flint dans le Michigan et la voiture tombée dans la piscine serait une Lincoln Continental. Il ajoute que c'est là qu'il s'est cassé une dent.
Parmi les frasques de Keith Moon, on compte également l'ingurgitation d'un somnifère pour cheval lors d'un concert de la tournée Quadrophenia le 20 novembre 1973 au Cow Palace de Daly City en Californie, alors qu'un fan du groupe lui a présenté une « nouvelle drogue » géniale quand un demi-cachet est consommé avec du cognac, ce à quoi Moon a répondu : « Attends, tu sais qui je suis ? Je suis Keith Moon ! Je prends pas un demi-cachet, j'en prends un entier, moi ! » avant de s'exécuter. Le concert a été filmé. On peut voir Keith Moon s'écrouler, KO, sur sa caisse claire en plein milieu de Magic Bus. La « nouvelle drogue » était en fait un somnifère pour chevaux : Keith Moon, hors d'état de jouer, finit remplacé par un spectateur de la foule, le batteur amateur Scot Halpin. Keith Moon a mis deux jours à s'en remettre, durant lesquels, transporté en chaise roulante et incapable de parler, il a dû subir les sarcasmes de Pete Townshend.
Le 4 janvier 1970, Keith Moon est impliqué dans un accident de voiture mortel à l'extérieur du pub Red Lion dans la ville d'Hatfield, dans le comté du Hertfordshire (GB). Alors qu’il essaye d'échapper à un groupe de skinheads du pub de plus en plus hostiles qui avaient commencé à s'attaquer à sa Bentley, une collision provoque la mort de son garde du corps et ami, Neil Boland. Le médecin légiste déclare que la mort de Boland est due à un accident : Moon est blanchi après avoir été accusé d'être responsable de la mort de Boland, mais cet accident le hante par la suite. Plus tard, la fille de Boland tente de prouver que Keith Moon n'était pas au volant de la voiture.

### Mort
Keith Moon meurt à Londres le 7 septembre 1978, à l'âge de 32 ans, après une soirée à laquelle il a été invité par Paul McCartney pour l'avant-première du film The Buddy Holly Story. Moon quitte la soirée tôt, accompagné de sa petite amie, Annette Walter-Lax, et retourne à son appartement prêté par Harry Nilsson situé sur Curzon Place, à Mayfair, où quatre ans plus tôt Cass Elliott, membre du groupe The Mamas and the Papas, avait trouvé la mort au même âge,. La cause de sa mort est une surdose de clométhiazole, médicament utilisé pour traiter son alcoolisme. L'autopsie révèle trente-deux pilules dans son estomac. Six sont dissoutes et ont suffi à provoquer sa mort.
Le 3 octobre suivant, comme prévu, Paul McCartney et les Wings enregistrent avec plusieurs autres musiciens (David Gilmour, Pete Townshend, John Paul Jones…) le Rockestra theme sur lequel Kenney Jones remplace Keith Moon, « n'ayant pu être des nôtres à cause de sa mort » précise McCartney avec un humour noir tout britannique.
Ringo Starr était son meilleur ami et Keith Moon était le parrain de son fils Zak, qui le remplace plus tard au sein de The Who.

## Carrière

### Au sein des Who
Moon intègre The Who en avril 1964, à l'âge de 17 ans, afin de remplacer le batteur originel, Doug Sandom, parti quelques mois auparavant. Townshend décrit plus tard Keith comme un « homme pain d'épice » en référence aux vêtements et à la couleur de cheveux qu'il arbore lorsqu'il joue pour la première fois avec le groupe. Pete Townshend raconte la façon dont Keith Moon a rejoint les Who : « Il est venu à un de nos concerts et a dit “je peux jouer mieux que votre batteur !”. Il s'installa alors derrière la batterie et la cassa presque complètement. Nous nous sommes dit immédiatement : c'est l'homme qu'il nous faut ! » . Keith Moon perpétue par la suite cette tradition destructrice.
Keith Moon commence par jouer sur une batterie de quatre ou cinq pièces, avant de lui substituer un ensemble à double grosse caisse de la marque britannique Premier. Ce changement lui est inspiré par Ginger Baker, lorsque ce dernier lui dit attendre un ensemble Ludwig fabriqué aux États-Unis. Moon décide alors de monter deux ensembles Premier en un seul. Cela apporte un changement important à son jeu, abandonnant progressivement ses cymbales charleston afin de constituer un mur de bruit blanc grâce aux cymbales crash et ride.
Dès le début de leur carrière, les Who se font la réputation de casser le matériel à la fin de chaque concert. Moon fait preuve d'un certain zèle pour cette activité, tapant violemment sur sa batterie, jusqu'à pulvériser celle-ci : ses instruments survivent rarement à un concert et doivent souvent être arrimés au sol pour ne pas se déplacer sous ses coups. Il va jusqu'à louer une batterie accompagnée de feux d'artifice, qu'il fait exploser à la fin de My Generation, ce qui selon la légende, laisse à son partenaire Pete Townshend un trouble auditif définitif. Une autre fois, il remplit d'eau une de ses caisses avant d'y placer des poissons rouges. Une femme dans le public lui demande : « Que fais-tu avec les poissons rouges ? » ; il répond : « Les poissons ? Hum... Même les meilleurs batteurs ont faim ». Ces singeries lui valent le surnom de Moon the Loon (« Moon le fou »).
Keith Moon aime particulièrement chanter. Les autres membres du groupe doivent parfois l'exclure des studios durant les enregistrements des paroles tant sa détermination à chanter est grande. Cela conduit Moon à vouloir s'introduire discrètement dans la salle afin de se joindre au reste du groupe. À la fin de la chanson Happy Jack, on peut entendre Townshend dire « I saw ya! » (« j't'ai vu !) », apercevant Moon essayant une fois de plus de rentrer dans le studio. Cependant, il peut être entendu sur les chansons Bell Boy, A Quick One, While He's Away, Bucket T et Barbara Ann (reprise de la chanson des Beach Boys — qui l'avaient eux-mêmes reprise des Regents —, Moon étant fan de ce groupe) et Armenia City In The Sky. Pour le film Tommy, il chante Fiddle About et Tommy's Holiday Camp, alors que John Entwistle enregistre la version studio de Fiddle About et Pete Townshend la version studio de Tommy's Holiday Camp.
Il n'a en revanche que très peu composé pour les Who, excepté deux morceaux sur l'album A Quick One While He's Away : I Need You et l'instrumental Cobwebs And Strange.

### En dehors des Who
Bien que son activité au sein des Who a dominé sa carrière, Moon a eu aussi des activités mineures dans un certain nombre de projets. En 1966, il forme un groupe avec le guitariste des Yardbirds, Jeff Beck et les futurs membres de Led Zeppelin Jimmy Page et John Paul Jones pour enregistrer un instrumental : Beck's Bolero, édité en single ensuite. Moon est aussi connu pour avoir trouvé le nom de Led Zeppelin, remarquant que cet étrange groupe allait « couler comme un zeppelin de plomb ». Une autre version veut qu'il comparât tout simplement le son produit par le groupe de Jimmy Page à celui d'un zeppelin qui s'écraserait. La pochette de leur premier album Led Zeppelin semble d'ailleurs grandement s'en inspirer.
En 1971, il joue dans le film de Frank Zappa 200 Motels, un travesti peureux déguisé en bonne-sœur (film dans lequel joue également son copain Ringo Starr).
En 1973, dans le film That'll Be the Day il incarne J.D. Clover, un batteur résidant dans un camp de vacances pendant les premières années du rock 'n' roll anglais. Il apparaît aussi dans la suite, Stardust en 1974.
En 1974, il sort son premier album solo, une collection de chansons pop, intitulé Two Sides of the Moon (titre inspiré par le succès planétaire de Dark Side Of The Moon de Pink Floyd).
En 1974, il participe à Pussy Cats, l'album d'Harry Nilsson produit par John Lennon.
En 1975, il tient le rôle d'Oncle Ernie dans le film Tommy de Ken Russell, tiré de l'album éponyme du groupe.
En 1976, il interprète la chanson des Beatles When I'm Sixty-Four pour la bande-son du documentaire All This and World War II.
Il aurait dû tenir un rôle dans le film La Vie de Brian des Monty Python et résida dans les Caraïbes avec eux lors de l'écriture du scénario. Il meurt avant le début du tournage.
Il possédait également un hôtel à Chipping Norton, derrière lequel se trouvait une grange où il lui arrivait de répéter avec The Who.

## Style et influence
Keith Moon possède un style bien particulier. Il est encore de nos jours considéré comme l'un des plus grands batteurs de l'histoire du rock, d'une grande inventivité rythmique et d'une puissance hors du commun. Des batteurs contemporains de Keith Moon comme Mitch Mitchell et Ginger Baker peuvent tous se réclamer de son influence majeure. L'anarchisme de Moon a laissé une grande trace dans la musique populaire d'aujourd'hui. À l'image de son collègue John Entwistle, il parvient à fournir une assise solide au groupe tout en paraissant en permanence être en train de pratiquer un solo. Il multiplie les roulements de toms, les percussions de cymbales et le jeu des deux pieds avec sa double grosse caisse. Son style est particulièrement singulier, suivant parfois la mélodie du chant par des breaks très fréquents. Moon traite plus la batterie comme un instrument soliste que comme élément de section rythmique. Comme le célèbre jazzman Gene Krupa, il ne plie pas les poignets pour jouer : un contraste naît donc entre son geste ample et délicat (mais néanmoins extrêmement véloce) et le son particulièrement puissant provenant du choc.
Voici ce que dit Pete Townshend du style de Keith Moon lors d'une interview donnée dans le film sur les Who, Thirty Years of Maximum R&B Live, en le comparant à son successeur Kenney Jones au sein du groupe (de 1979 à 1982) : « Kenney donne la mesure et il est aussi très expressif quand il en a l'occasion. Keith ne donnait jamais la mesure au sens traditionnel. Il avait un métronome intérieur qui battait, mais il pouvait aussi jouer selon le métronome de quelqu'un d'autre. Si je voulais donner la mesure, Keith était capable de suivre. Il était vraiment autour de la mesure, il remplissait les intervalles. Il travaillait beaucoup entre Entwistle et moi. Kenney laisse beaucoup plus les choses comme elles sont, en fait. »

## Hommages et références
- Le personnage d'Animal, le batteur fou du Muppet Show, aurait été inspiré de Keith Moon.
- Anthony Kiedis, le chanteur du groupe américain Red Hot Chili Peppers, déclare dans ses mémoires, qu'étant enfant, il voulait accompagner son père dans les boîtes de nuit, où celui-ci vendait de la drogue à Keith Moon.
- Le 8 juin 2006, le journal satirique américain The Onion a diffusé une nouvelle audio intitulée Researchers At Keith Moon Institute Destroy Institute[15].
- Le groupe de punk londonien Peter and the Test Tube Babies a écrit une chanson intitulée Spirit of Keith Moon basée sur sa personnalité et sa capacité de destruction.
- Dans une planche du comic Achewood d'avril 2006, le personnage Ray Smuckles trouve la tête de Keith Moon conservée dans de la vodka, disponible à la vente sur le site de vente en ligne eBay Platinum Reserve[16]. Plus tard, la tête reprend vie et s'agite dans son bocal[17] avant de disparaitre mystérieusement.
- Le créateur d'animations flash Jonti Picking a mis Keith Moon dans sa série (Anything Can Happen) On the Moon en 2006. Celui-ci se présente sous la forme d'une urne funéraire portant l'inscription R.I.P. Keith[18].
- En 1997, dans le jeu Playstation Gex : Enter the Gecko, le personnage principal, Gex peut être entendu en train de dire « This one's for Keith Moon ! » (« Celui-là c'est pour Keith Moon ! »)
- Dans le film Wayne's World 2 sorti en 1993, un technicien raconte comment lui, David Crosby et Keith Moon ont dévalisé un magasin de bonbons au Sri Lanka pour avoir un millier de M&M's marrons afin de pouvoir remplir un verre d'eau de vie, sinon « Ozzy n'aurait pas voulu monter sur scène ».
- Keith Moon est décrit comme l'un des phénomènes surnaturels apparaissant dans la version télévisée des Rêves et cauchemars de Stephen King dans l'épisode Un groupe d'enfer. Son nom est également mentionné dans la version écrite.
- L'humoriste et comédien Bill Hicks a imaginé les « vraies » rockstars faire de la réclame pour des grandes marques. Il a ainsi représenté Keith Moon faire de la publicité pour les barres Snickers.
- Dans la série télévisée américaine Psych, le personnage principal, Shawn Spencer, fait référence à Keith Moon en parlant d'une personne détruisant les chambres d'hôtel.
- Dans le film School of Rock, on peut voir une séquence où Keith Moon joue de la batterie.
- Dans le 3e épisode de la seconde saison de l'animé K-ON, on apprend que Ritsu Tainaka, la batteuse du groupe, admire Keith Moon et l'a grandement influencé à devenir elle-même batteuse.
- Dans la série télévisée américaine Mon Oncle Charlie (Two And A Half Men - Saison 7, épisode 19), le personnage principal, Charlie Harper fait référence à Keith Moon en parlant d'Eldridge, un adolescent qui vomit après avoir avalé 3 canettes de bières tout en se proclamant batteur.

## Film biographique
En 2007, Roger Daltrey, le chanteur des Who, développe le projet d'un long métrage relatant la vie de Keith Moon, intitulé See Me Feel Me : Keith Moon Naked for Your Pleasure. Il a profité d'une interview accordée au site Internet Sky News pour révéler que Mike Myers pourrait bien tenir le rôle principal du film. Nicolas Cage et Tim Roth ont tous deux été pressentis pour le rôle du guitariste de la formation, Pete Townshend. Nicolas Cage démontrerait ainsi au public l'admiration qu'il a toujours portée au groupe. Le film devait sortir en 2009 mais, en 2011, Roger Daltrey reconnaît que le projet est toujours au point mort.